# Висбах (Палатинат)
Висбах (њем. Wiesbach) општина је у њемачкој савезној држави Рајна-Палатинат. Једно је од 84 општинска средишта округа Југозападни Палатинат. Према процјени из 2010. у општини је живјело 544 становника. Посједује регионалну шифру (AGS) 7340227.

## Географски и демографски подаци
Висбах се налази у савезној држави Рајна-Палатинат у округу Југозападни Палатинат. Општина се налази на надморској висини од 260 метара. Површина општине износи 4,1 km². У самом мјесту је, према процјени из 2010. године, живјело 544 становника. Просјечна густина становништва износи 134 становника/km².